# Ness, North Yorkshire

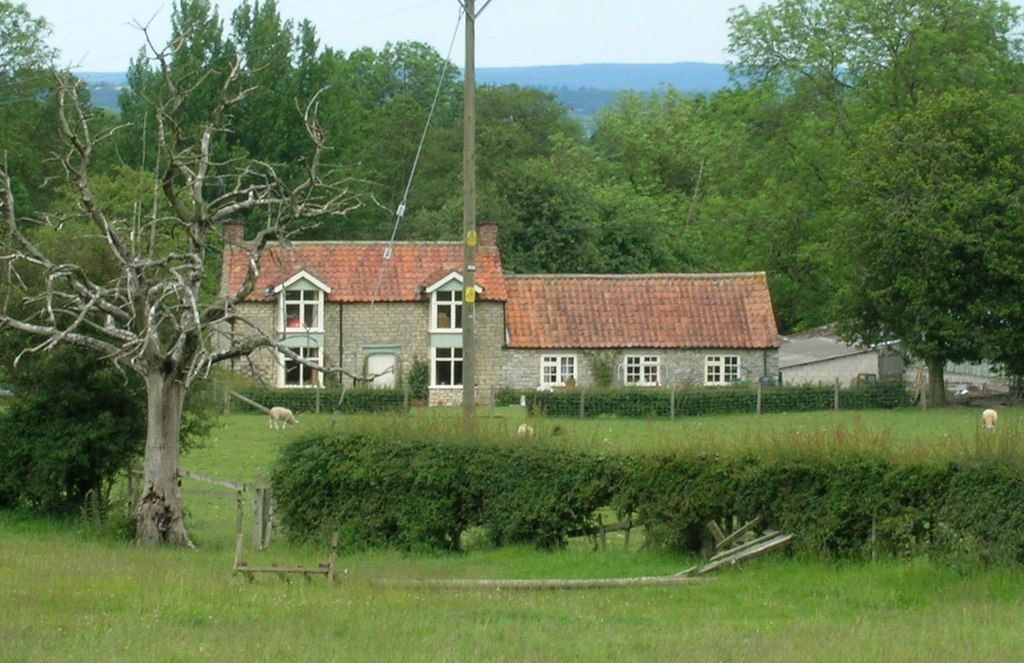
West Ness

Ness var en civil parish från 1887 till 1986 då den blev en del av Nunnington, i grevskapet North Yorkshire, i England. Civil parish var belägen 12 km från Malton och hade 39 invånare år 1971.